# Dezember 1985
Portal Geschichte | Portal Biografien | Aktuelle Ereignisse | Jahreskalender | Tagesartikel

◄ |
19. Jahrhundert |
20. Jahrhundert
| 21. Jahrhundert

◄ |
1950er |
1960er |
1970er |
1980er
| 1990er | 2000er | 2010er | ►

◄ |
1981 |
1982 |
1983 |
1984 |
1985
| 1986 | 1987 | 1988 | 1989 | ►

◄ |
September 1985 |
Oktober 1985 |
November 1985 |
Dezember 1985 |
Januar 1986 |
Februar 1986 |
März 1986 |
►
Dieser Artikel behandelt aktuelle Nachrichten und Ereignisse im Dezember 1985.

## Tagesgeschehen

### Sonntag, 1. Dezember 1985
- Bern/Schweiz: Die Volksinitiative „Für die Abschaffung der Vivisektion“ wird von den Stimmberechtigten in einer Volksabstimmung abgelehnt. Der Umweltschützer Franz Weber startete die Initiative, damit keine Wirbeltiere mehr lebendig operative Eingriffe erleiden müssen und damit allgemein keine Tiere mehr in Versuchen zu medizinischen Zwecken geschädigt werden.[1][2]

### Dienstag, 3. Dezember 1985
- Cape Canaveral/Vereinigte Staaten: Die Mission STS-61-B der Weltraumorganisation NASA bringt mit Rodolfo Neri Vela den ersten Mexikaner ins Weltall.[3]

### Donnerstag, 5. Dezember 1985
- London/Vereinigtes Königreich: Das Vereinigte Königreich erklärt offiziell seinen Austritt aus der Organisation für Erziehung, Wissenschaft und Kultur der Vereinten Nationen (UNESCO) zum 31. Dezember. Vor knapp einem Jahr beendeten bereits die Vereinigten Staaten ihre UNESCO-Mitgliedschaft.[4]

### Sonntag, 8. Dezember 1985

Logo der neuen TV-Seifenoper

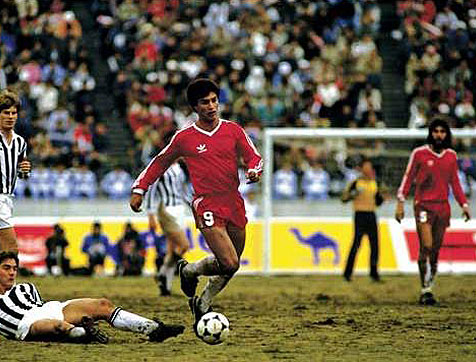
Spielszene aus dem Weltpokalfinale

- Dhaka/Bangladesch: Der Regierungschef von Indien und die Staatsoberhäupter von Bangladesch, Bhutan, den Malediven, Nepal, Pakistan und Sri Lanka unterzeichnen eine Erklärung, in der sie die Gründung einer Vereinigung für regionale Kooperation befürworten.[5]
- Köln/Deutschland: Die vom WDR in Auftrag gegebene TV-Seifenoper Lindenstraße wird erstmals ausgestrahlt. Sie läuft im Programm der ARD.[6]
- Tokio/Japan: Juventus Turin aus Italien gewinnt das Spiel um den Fußball-Weltpokal für Vereinsmannschaften mit 4:2 im Elfmeterschießen gegen die Asociación Atlética Argentinos Juniors aus Buenos Aires.[7]

### Montag, 9. Dezember 1985
- Stockholm/Schweden: Das von Rajni Kothari gegründete Begegnungs- und Schulungszentrum für gesellschaftliche Veränderungen in Indien namens Lokayan erhält einen der vier in diesem Jahr von der Right-Livelihood-Award-Stiftung vergebenen so genannten „Alternativen Nobelpreise“.[8]

### Donnerstag, 12. Dezember 1985
- Pjöngjang/Nordkorea: Die Volksrepublik tritt dem Vertrag über die Nichtverbreitung von Kernwaffen bei, willigt aber nicht in die damit verbundene Kernmaterialüberwachung durch die Internationale Atomenergie-Organisation ein. Nordkorea gilt nicht als so genannte „Atommacht“, da noch keine Erschütterung nachgewiesen wurde, deren Intensität sich mit dem Test von Kernwaffen erklären ließe, jedoch unterstellen u. a. die Sowjetunion und die Vereinigten Staaten dem Land, dass es Kernwaffen besitzen wolle.[9]
- Wiesbaden/Deutschland: Aus der parlamentarischen Zusammenarbeit von SPD und Grünen im Hessischen Landtag geht eine rot-grüne Regierungskoalition unter Ministerpräsident Holger Börner (SPD) hervor. Joschka Fischer (Grüne) wird als Staatsminister für Umwelt und Energie vereidigt, die Medien registrieren hauptsächlich, dass Fischer während der Vereidigung Turnschuhe trägt.[10]

### Montag, 16. Dezember 1985
- New York/Vereinigte Staaten: Drei Unbekannte schießen aus einem Hinterhalt heraus auf das Oberhaupt der Gambino-Familie Paul Castellano, der eine Führungsperson der amerikanischen Cosa-Nostra-Mafia ist, sowie auf dessen Fahrer, als diese vor dem Restaurant „Sparks“ einem Pkw entsteigen. Beide sterben vor Ort. Die Augenzeugen des Geschehens geben der Polizei keine Auskunft über die Täter.[11]
- Orlando/Vereinigte Staaten: Das Bezirksgericht verurteilt den Amerikaner Paul Cutter von der Firma European Defense Associates Inc. wegen Waffenschmuggels in den Iran, unter Missachtung des bestehenden Embargos, zu fünf Jahren Haft. Ein Informant gab dem Nachrichtendienst FBI im Sommer die entscheidenden Hinweise zur Aufdeckung der Geschäfte.[12]

### Mittwoch, 18. Dezember 1985
- Paris/Frankreich: Die Entscheidung für den Bauplatz des geplanten Freizeitparks Euro Disney Resort bei Paris fällt auf die Stadt Marne-la-Vallée. Die Absichtserklärung unterschreiben Premierminister Laurent Fabius für die Französische Republik und Michael Eisner für die Walt Disney Company.[13]

### Freitag, 20. Dezember 1985

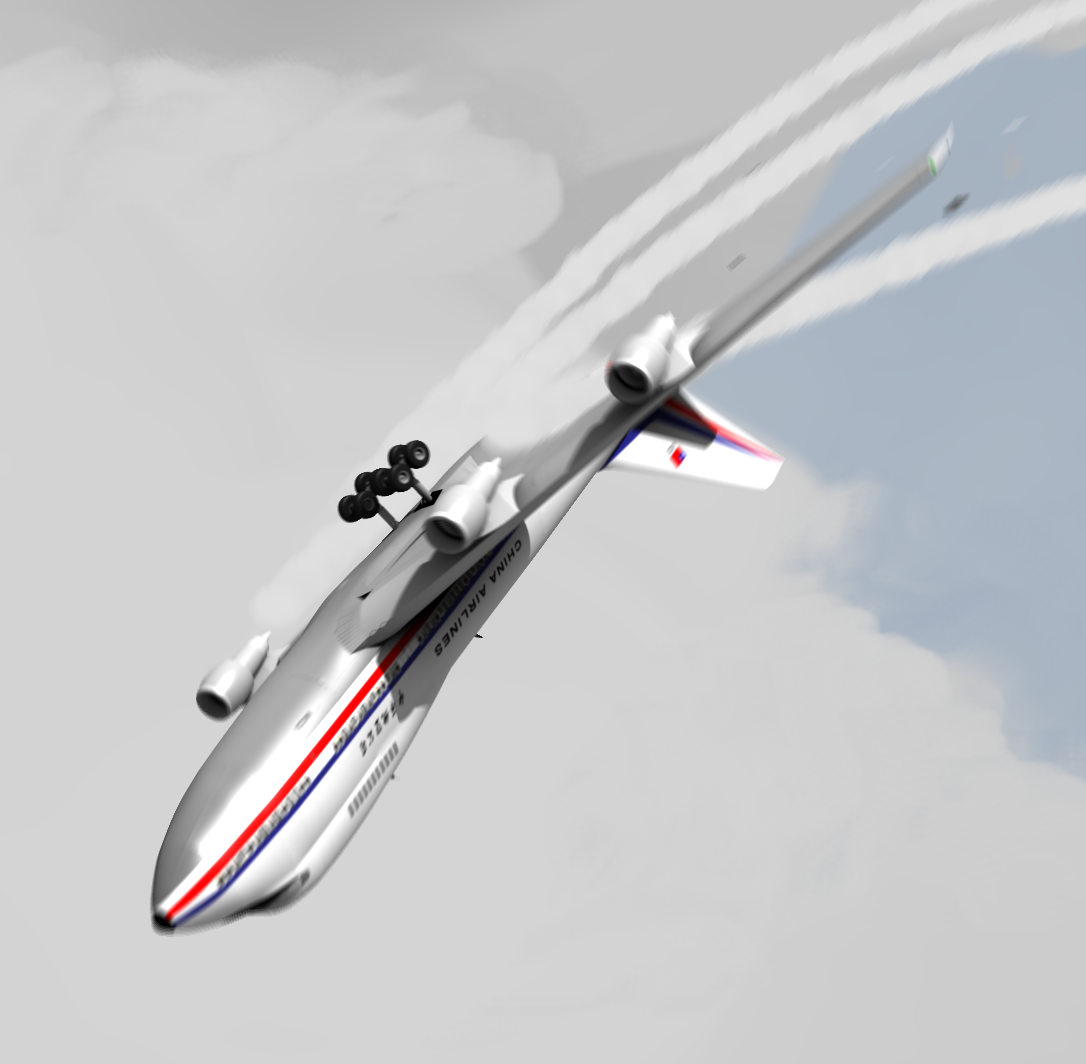
Darstellung des Flugunfalls auf China-Airlines-Flug 006 im Februar dieses Jahres

- Montreal/Kanada: Die Internationale Zivilluftfahrtorganisation teilt mit, dass das laufende Jahr in der Geschichte der zivilen Luftfahrt das Jahr mit den meisten Todesopfern ist. Seit Januar kamen bis heute weltweit 1.946 Menschen bei Flugunfällen ums Leben.[14]

### Montag, 23. Dezember 1985
- München/Deutschland: Das Landgericht München I beschließt die bundesweite Beschlagnahmung der Video-Version des 1974 veröffentlichten US-amerikanischen Horrorfilms Blutgericht in Texas, weil er gegen § 131 des Strafgesetzbuchs verstößt.[15]

### Dienstag, 24. Dezember 1985
- Balzers/Liechtenstein, St. Luzisteig/Schweiz: 19 Tage nach dem Ausbruch eines Großbrands, der 110 ha Wald erfasste, stellen die Feuerwehren ihre Löscharbeiten ein. An der Bekämpfung des Brandes, der durch einen Unfall bei einer Schießübung auf dem Gebiet der Eidgenossenschaft ausgelöst wurde, waren neben örtlichen Einsatzkräften auch die Luftschutztruppen der Schweizer Armee beteiligt.[16][17]

### Freitag, 27. Dezember 1985
- Schwechat/Österreich: Drei palästinensische Terroristen töten am Schalter der israelischen Fluggesellschaft El Al auf dem Flughafen Wien-Schwechat und in einem anschließenden Feuergefecht zwei Personen, mindestens zwei weitere Personen werden lebensgefährlich verletzt. Die Täter entkommen ihren Verfolgern auf dem Flughafengelände, doch später kann die Polizei ihre weitere Flucht verhindern, wobei ein Terrorist stirbt.[18]